# 背斑羽油鯰
背斑羽油鯰，為輻鰭魚綱鯰形目鼬鯰科的其中一種，為熱帶淡水魚，分布於南美洲烏卡亞利河、巴拉圭河流域，體長可達4.8公分，棲息在底層水域，生活習性不明。

## 扩展阅读
維基物種上的相關：背斑羽油鯰